# Церковь Святого Михаила (Кошице)
Церковь Святого Михаила (словац. Kostol svätého Michala) — однонефная в готическом стиле церковь в городе Кошице в Словакии. Основана во II половине XIV века в качестве часовни соседнего собора Святой Елизаветы Венгерской.
Церковь с 1963 года является памятником архитектуры. В 1970 году ансамбль, состоящий из собора Святой Елизаветы, церкви Святого Михаила, городской башни объявлен национальным памятником культуры.
После обширной реконструкции в 2006 году часовне был присвоен статус церкви.